# 粉飾
| ウィキペディアには「粉飾」という見出しの百科事典記事はありません（タイトルに「粉飾」を含むページの一覧/「粉飾」で始まるページの一覧）。 代わりにウィクショナリーのページ「粉飾」が役に立つかもしれません。 |